# Иодат свинца(II)
Иодат свинца(II) — неорганическое соединение,
соль свинца и иодноватой кислоты
с формулой Pb(IO3)2,
бесцветные кристаллы,
не растворяется в воде.

## Получение
- Обменная реакция:

{\displaystyle {\mathsf {Pb(NO_{3})_{2}+2KIO_{3}\ {\xrightarrow {}}\ Pb(IO_{3})_{2}\downarrow +2KNO_{3}}}}

## Физические свойства
Иодат свинца(II) образует бесцветные (белые) кристаллы нескольких модификаций:
- ромбической сингонии [1];
- тригональной сингонии [2];
- гексагональной сингонии [3].

Не растворяется в воде, р ПР = 12,5.